# Кідіну
Кідіну (1-а пол. XV ст. до н. е.) — сункір (цар) Аншану (Східного Еламу).

## Життєпис
Відомий лише з глиняної таблички, знайденої в Сузах, на якій був знайдений відбиток його циліндрової печатки. Напис зроблено аккадською мовою.
Син Адад-шарру-рабу. З огляду на ім'я його батька належав до якогось аморейського племені. Можливо близько 1500 року до н. е. брав участь у поході Пешгаль-дарамаша на Елам. після падіння династії Епартідів зумів захопити Аншан на Сході Еламу, при цьому західний Елам увійшов до меж Країни Моря.
В подальшому йменував себе царем Аншану і Суз, тим самим продовжуючи традиції попередніх еламських царів та претендуючи на весь Елам. Можливо це сталося близько між 1480 і 1460 роками до н. е., скориставшись поступовим послабленям Країни Моря. Проти нього виступив Ейягаміль, чим скористалися вавилоняни на чолі із Улам-Буріашем, що захопив Країну Моря.
Помер десь у 1460-х роках до н.е. Ймому спадкував Іншушинак-сункір-наппірір.